# Дженнерич, Линдсей
Линдсей Дженнерич (англ. Lindsay Jennerich; род. 30 июля 1982, Виктория) — канадская гребчиха, выступавшая за сборную Канады по академической гребле в период 2000—2016 годов. Серебряная призёрка летних Олимпийских игр в Рио-де-Жанейро, чемпионка мира, победительница и призёрка многих регат национального значения.

## Биография
Линдсей Дженнерич родилась 30 июля 1982 года в городе Виктория провинции Британская Колумбия, Канада.
Заниматься академической греблей начала в 1997 году. Состояла в гребной команде «Виктория Вайкс» во время учёбы в Викторианском университете, неоднократно принимала участие в различных студенческих регатах.
Дебютировала на международной арене в 2000 году — в распашных рулевых восьмёрках выступила на юниорском мировом первенстве в Загребе, где показала в финале пятый результат.
В 2002—2004 годах достаточно успешно выступала на молодёжных соревнованиях, в частности в парных двойках лёгкого веса побеждала на молодёжных регатах в Дженоа и Познани.
Первого серьёзного успеха на взрослом международном уровне добилась в сезоне 2007 года, когда вошла в основной состав канадской национальной сборной — в лёгких парных двойках стала серебряной и бронзовой призёркой на этапах Кубка мира в Люцерне и Линце, в то время как на чемпионате мира в Мюнхене в той же дисциплине сумела квалифицироваться лишь в утешительный финал B.
В 2008 году в лёгких одиночках отметилась победами на этапах Кубка мира в Люцерне и Познани, тогда как на мировом первенстве в Линце финишировала в решающем заезде шестой.
На отдельных этапах Кубка мира 2009 года выиграла две бронзовые медали в двойках, при этом на чемпионате мира в Познани заняла шестое место.
В 2010 году в лёгких парных двойках совместно с Трейси Кэмерон одержала победу на мировом первенстве в Карапиро.
На чемпионате мира 2011 года в Бледе стала серебряной призёркой в двойках, уступив в финале только экипажу из Греции. В той же дисциплине была лучшей на этапе Кубка мира в Люцерне.
Благодаря череде удачных выступлений удостоилась права защищать честь страны на летних Олимпийских играх 2012 года в Лондоне — вместе с напарницей Патрисией Оби отобралась в парных двойках лёгкого веса в утешительный финал B и расположилась в итоговом протоколе соревнований на седьмой строке.
После лондонской Олимпиады Дженнерич осталась в составе гребной команды Канады на ещё один олимпийский цикл и продолжила принимать участие в крупнейших международных регатах. Так, в 2014 году в лёгких парных двойках она выиграла бронзовую медаль на этапе Кубка мира в Люцерне и добавила в послужной список серебряную медаль, полученную на чемпионате мира в Амстердаме.
В 2015 году на мировом первенстве в Эгбелете была близка к призовым позициям, став в двойках четвёртой.
Находясь в числе лидеров канадской национальной сборной, благополучно прошла отбор на Олимпийские игры 2016 года в Рио-де-Жанейро — на сей раз совместно с Патрисией Оби заняла второе место в программе парных двоек лёгкого веса, уступив в финале только экипажу из Нидерландов, и тем самым завоевала серебряную олимпийскую медаль. Вскоре по окончании этих соревнований приняла решение завершить спортивную карьеру.